# Lambrechtův povětrnostní telegraf

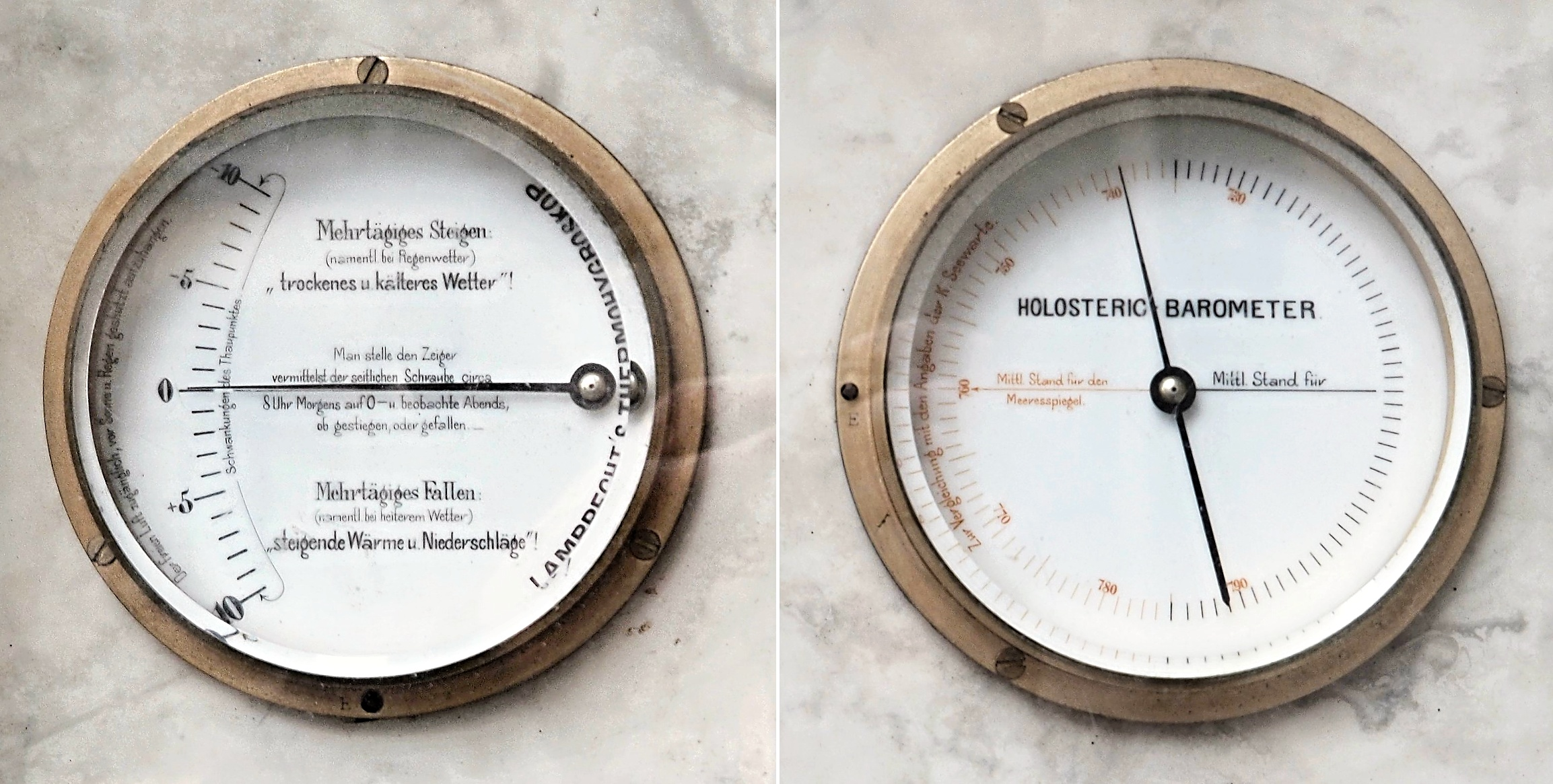
Lambrechtův povětrnostní telegraf pro předpověď počasí (hlavní přístroje: termo-hygroskop a aneroid)

Lambrechtův povětrnostní telegraf  (Lambrechtův telegraf na počasí, Lambrechtův oznamovatel povětrnosti, Lambrechts Wettertelegraphen) byl kombinovaný meteorologický přístroj určený ke krátkodobé lokální předpovědi počasí. Přístroj se používal od konce 19. století do přibližně třicátých let 20. století. Skládal se z kombinovaného teploměru a vlhkoměru v jeden přístroj a z tlakoměru. Využití našel zejména v domácích nástěnných meteostanicích a v meteorologických sloupech.

## Historie
Lambrechtův povětrnostní telegraf sestrojil německý mechanik a konstruktér meteorologických přístrojů Wilhelm Lambrecht (1834-1904). Výrobní program jeho firmy na jemné mechanické a měřicí přístroje v Göttingenu (Wilhelm Lambrecht Fabrik meteorologischer Instrumente) zahrnoval vedle několika meteorologických přístrojů a celé řady meteorologických sloupů cca od roku 1881 také povětrnostní telegraf. Ten byl standardně součástí všech meteorologických sloupů (Lambrechtsäule) vyráběných v této továrně nebo byl pomocí firemních katalogů nabízen samostatně. Rovněž v nástěnné podobě adjustovaný do ozdobných rámů byl nabízen jako součást meteorologických stanic do domácností. Existoval také v přenosné podobě zabudovaný do cestovních kufříků.

## Konstrukce přístroje

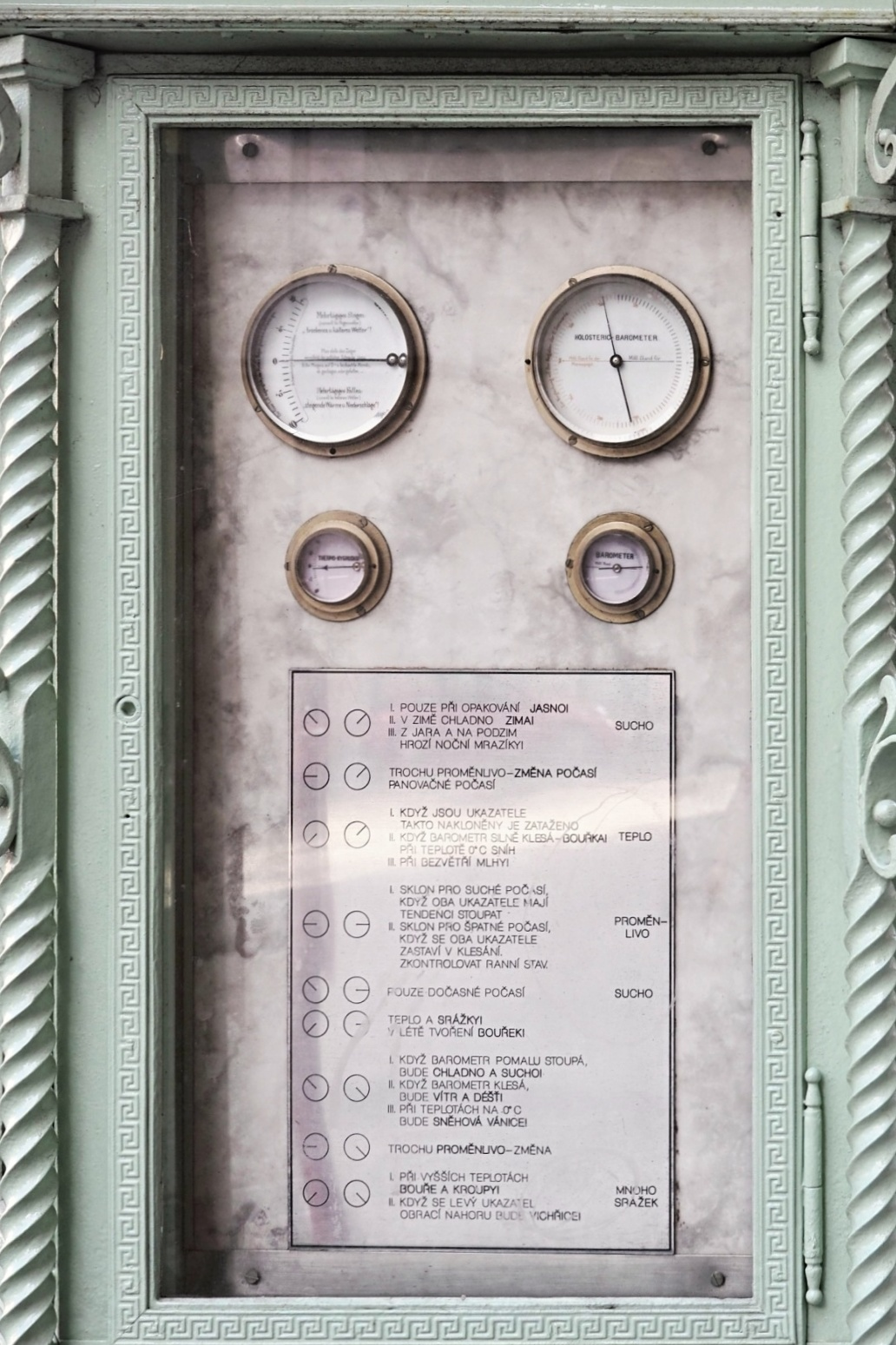
Typické uspořádání Lambrechtova povětrnostního telegrafu ve vitríně libereckého meteorologického sloupu

Lambrechtův povětrnostní telegraf se skládal ze dvou hlavních paralelně zavěšených meteorologických přístrojů. Prvním byl Lambrechtův termo-hygroskop (kombinovaný bimetalický teploměr a vlasový vlhkoměr) a druhým aneroid (Lambrechtův holosterický tlakoměr). Dále součástí přístroje byla dvojice pomocných ciferníků s indikátory pro záznam poloh ručiček termo-hygroskopu a tlakoměru a nakonec předpovědní tabulka, která sloužila jako návod pro sestavení předpovědi počasí. V meteorologických sloupech tato sestava zpravidla zaplnila jednu ze čtyř vitrín a soustředila na sebe největší pozornost. Jako senzor teploty vzduchu se používala dvojitá bimetalová spirála a pro určení vlhkosti vzduchu svazek upnutých lidských vlasů. Obě čidla byla originálně spojena a současně určovala výslednou polohu ručičky ciferníku. Termo-hygroskop tak na jednoduché stupnici ukazoval přibližně změnu teploty rosného bodu. Změna se sledovala za určitý časový interval. Proto přístroj umožňoval jeho opakované nastavení do výchozí nulové polohy. Nastavení mělo být provedeno každý den zhruba v osm hodin ráno. Tlakoměr na své dělené stupnici ukazoval hodnotu tlaku redukovaného na střední hladinu moře a současně místní tlak vzduchu. Na rozdíl od termo-hygroskopu byl použitý aneroid přesný měřicí přístroj. Pomocné ciferníky (Markierplatte) byly umístěny pod dvojicí hlavních přístrojů a konstrukčně byly upraveny tak, aby umožňovaly změnu a fixaci ručiček (indikátorů) do polohy, která odpovídala umístění ručiček na hlavních přístrojích. Pomocné ciferníky byly jakousi zmenšenou a zjednodušenou podobou termo-hygroskopu a tlakoměru. Předpovědní tabulka (Prognosetabellen) se zpravidla upevňovala ještě pod tuto dvojicí indikátorů. Provedení pomocných ciferníků a prognostické destičky se často dost lišilo v závislosti na požadavku objednavatele přístroje či modelu meteorologického sloupu, do kterého byly určeny.

## Předpovědní význam
Za Rakouska-Uherska, kdy předpovědi počasí úředně šířené z Vídně se na naše území dostávaly se zpožděním a ještě musely být komentovány pro konkrétní oblasti, znamenala možnost zjistit stav a vývoj počasí značný pokrok. Ten umožnilo zřizování meteorologických sloupů na veřejných místech a jejich vybavení Lambrechtovým povětrnostním telegrafem. K určení předpovědi počasí bylo třeba znát polohy ručiček na cifernících obou hlavních přístrojů povětrnostního telegrafu a ty porovnat se zákresy jejich typických umístění na pomocné tabulce. Nalezená shoda poloh ručiček značila určitý vývoj místního počasí na následující den (zhruba na 30 hodin dopředu). Takto bylo možné sestavit až sedmnáct různých druhů meteorologických situací, které v sobě odrážely místní změny tlaku, teploty a vlhkosti vzduchu. Dokonce šlo ještě předpověď zpřesnit o informace o měřeném větru a roční době. Nemálo turistů se s takto sestavenou předpovědí počasí na druhý den vydávalo na celodenní túry. Ostatní třeba jen korzovali na lázeňských kolonádách a debatovali o počasí. Význam předpovědí se však nesměl přecenit. Jejich správnost a platnost závisela na mnoha faktorech. Zejména na správném nastavení termo-hygroskopu, umístění přístrojů mimo dosah slunečních paprsků a alespoň základní znalosti chodu počasí. Značnou oblibu Lambrechtova oznamovatele povětrnosti postupně ukončilo rozhlasové vysílání zpráv o počasí zhruba od poloviny dvacátých až třicátých let 20. století.

## Lambrechtův povětrnostní telegraf v Česku
V současné době je možné Lambrechtův povětrnostní telegraf vidět v rekonstruovaných meteorologických sloupech v Liberci a ve Vrchlabí. V minulosti tomu tak bylo v mnoha obcích, např. v Mostě, Teplicích, Litoměřicích, Krásné Lípě, Hodkovicích nad Mohelkou, Turnově, Špindlerově Mlýně, Hradci Králové, Jaroměři, Krnově, Šternberku a Hranicích. Pražané mohli až do roku 2009 unikátní Lambrechtův oznamovatel povětrnosti zhlédnout za sklem čelního okna limnigrafu Na Františku a na začátku 20. století byl také součástí limnigrafu na Výtoni. V nástěnné podobě se Lambrechtův povětrnostní telegraf objevoval v řadě měšťanských domácnostech na přelomu devatenáctého a dvacátého století.